# ダヴィード・オッドソン
ダヴィード・オッドソン（アイスランド語: Davíð Oddsson、発音: [ˈtaːvið ˈɔtːsɔn]、1948年1月17日 - ）は、アイスランドの政治家。レイキャヴィーク市長、首相（19代、1991年4月30日 - 2004年9月15日）、外相（18代）、独立党党首（7代）を歴任。アイスランド大学の法学修士。